# Баоцін
46°19′32″ пн. ш. 132°11′44″ сх. д. / 46.32542° пн. ш. 132.19554° сх. д.
Баоцін (кит. 宝清县, пін. Băoqīng Xiàn) — один із повітів КНР у складі префектури Шуан'яшань, провінція Хейлунцзян. Адміністративний центр — містечко Баоцін.

## Географія
Баоцін у середньому лежить на висоті близько 90 метрів над рівнем моря на захід від гірського пасма Ваньдашань.

### Клімат
Повіт знаходиться у зоні, котра характеризується вологим континентальним кліматом з теплим літом. Найтепліший місяць — липень із середньою температурою 22,2 °C. Найхолодніший місяць — січень, із середньою температурою -16,8 °С.
| Клімат повіту Баоцін    | Клімат повіту Баоцін | Клімат повіту Баоцін | Клімат повіту Баоцін | Клімат повіту Баоцін | Клімат повіту Баоцін | Клімат повіту Баоцін | Клімат повіту Баоцін | Клімат повіту Баоцін | Клімат повіту Баоцін | Клімат повіту Баоцін | Клімат повіту Баоцін | Клімат повіту Баоцін | Клімат повіту Баоцін |
| Показник                | Січ.                 | Лют.                 | Бер.                 | Квіт.                | Трав.                | Черв.                | Лип.                 | Серп.                | Вер.                 | Жовт.                | Лист.                | Груд.                | Рік                  |
| Середній максимум, °C   | −11,5                | −6,7                 | 1,4                  | 12,5                 | 20                   | 24,9                 | 27                   | 25,9                 | 20,8                 | 12,1                 | 0                    | −9,3                 | 9,8                  |
| Середня температура, °C | −16,8                | −12,2                | −3,8                 | 6,7                  | 14,1                 | 19,5                 | 22,2                 | 21,1                 | 15                   | 6,5                  | −4,9                 | −14                  | 4,5                  |
| Середній мінімум, °C    | −21,8                | −17,9                | −9,4                 | 0,9                  | 8,1                  | 14,1                 | 17,6                 | 16,6                 | 9,5                  | 1,2                  | −9,5                 | −18,6                | 2,9                  |
| Норма опадів, мм        | 2.8                  | 4.4                  | 9.9                  | 23.7                 | 37.6                 | 70.5                 | 159.6                | 139.4                | 48.7                 | 23.9                 | 9.6                  | 2                    | 532.1                |
| Вологість повітря, %    | 45                   | 44                   | 42                   | 46                   | 51                   | 59                   | 69                   | 71                   | 65                   | 58                   | 55                   | 47                   | 54.3                 |
| ----------------------- | -------------------- | -------------------- | -------------------- | -------------------- | -------------------- | -------------------- | -------------------- | -------------------- | -------------------- | -------------------- | -------------------- | -------------------- | -------------------- |
| Джерело: data.cma.cn    |                      |                      |                      |                      |                      |                      |                      |                      |                      |                      |                      |                      |                      |